# 에카테리나 스바니제
에카테리나(카토) 스비모니스 아술리 스바니제주가슈빌리(조지아어: ეკატერინა (კატო) სვიმონის ასული სვანიძე-ჯუღაშვილი, 러시아어: Екатери́на (Като́) Семёновна Свани́дзе 예카테리나(카토) 세묘노브나 스바니제[*], 1885년 4월 2일 ~ 1907년 12월 5일)는 이오시프 스탈린의 첫 번째 아내이다.

## 생애
조지아의 귀족 부부인 스비몬 스바니제(Svimon Svanidze)와 시포라 스바니제(Sipora Svanidze, 결혼 이전의 성(姓)은 드발리(Dvali))의 딸로 태어났다. 에카테리나 스바니제에게는 2명의 자매인 알렉산드라(Alexandra, 애칭은 "사시코"(Sashiko), 1878년경 ~ 1936년), 마리아(Maria, 애칭은 "마리코"(Mariko), 1888년 ~ 1942년), 1명의 형제인 알렉산드레(Aleksandre, 애칭은 "알료샤"(Alyosha), 1886년 ~ 1941년)가 있었다.
에카테리나 스바니제의 아버지인 스비몬 스바니제는 쿠타이시에서 교사로 근무했다. 에카테리나 스바니제의 남동생인 알렉산드레 스바니제는 독일에서 유학 생활을 했기 때문에 독일어, 프랑스어를 구사했으며 나중에 트빌리시 오페라 극장에서 가수로 활동하던 마리아 코로나(Maria Korona)와 결혼하게 된다.
빈곤층 가문 출신이었던 에카테리나 스바니제는 자신의 언니들과 함께 재봉사로 근무했고 나중에 티플리스(현재의 조지아 트빌리시)에서 여성복 매장인 마담 에르비외(Madame Hervieu)를 운영하게 된다. 마담 에르비외는 군인, 귀족을 위한 제복, 드레스를 판매하면서 큰 성공을 거두었다.
1906년에는 이오시프 스탈린과 결혼했고 1907년 3월 31일에는 아들인 야코프 주가시빌리를 낳았다. 그렇지만 계속되는 생활고에 시달렸고 1907년 12월 5일에는 지병인 장티푸스로 인해 사망하고 만다. 에카테리나 스바니제의 가족들은 나중에 이오시프 스탈린이 주도한 대숙청 과정에서 처형당하고 만다.